# Lian Po
Lian Po (廉颇) (327 av. J.-C - 243 av. J.-C) est un important général de l'état de Zhao durant la Période des royaumes combattants en Chine. Bai Qi, Wang Jian, Li Mu (en) et lui sont communément connus pour être les quatre plus grands généraux des Royaumes combattants.
En ses années tard, il est calomnié par Guo Kai(zh) et exilé a Chu. Il est mort a Shouchun.